# Derek and the Dominos
Derek and the Dominos sono stati un supergruppo blues rock formatosi nella primavera del 1970 e di cui facevano parte il chitarrista e cantante Eric Clapton, il tastierista Bobby Whitlock, il batterista James Beck "Jim" Gordon e il bassista Carl Radle. Questi ultimi avevano già suonato con Clapton nei Delaney & Bonnie.

## Storia
Il gruppo pubblicò un solo album studio, Layla and Other Assorted Love Songs, caratterizzato da importanti collaborazioni del chitarrista guest Duane Allman degli Allman Brothers Band.
L'album arrivò ad essere acclamato dalla critica, ma inizialmente fallì sia nelle vendite sia nell'airplay delle radio.
Nonostante fosse stato pubblicato nel 1970, il singolo Layla (il racconto dell'amore irrequieto tra Clapton e Pattie Boyd, moglie del suo amico George Harrison) entrò nella top ten sia negli Stati Uniti d'America sia nel Regno Unito solo nel marzo del 1972. Nel 2004 è stato inserito al 27º posto nella Lista delle 500 migliori canzoni secondo Rolling Stone.
L'album, che ha ricevuto apprezzamenti sia dalla critica sia dal pubblico, è spesso considerato l'apice della carriera di Clapton.

## Formazione
- Eric Clapton - voce, chitarra
- Duane Allman - chitarra
- Bobby Whitlock - tastiera
- Carl Radle - basso
- Jim Gordon - batteria

## Discografia

### Album studio
- 1970 - Layla and Other Assorted Love Songs

### Live
- 1973 - In concert
- 1994 - Live at the Fillmore

### Raccolte
- 1990 - The Layla Sessions: 20th Anniversary Edition (box set)